# Broadmoor Wildlife Sanctuary
Das Broadmoor Wildlife Sanctuary (offiziell Broadmoore Audubon Reservation) ist ein 624 Acres (2,5 km²) großes Schutzgebiet bei Natick im Bundesstaat Massachusetts der Vereinigten Staaten. Es wird von der Massachusetts Audubon Society verwaltet.

## Schutzgebiet
Durch das Schutzgebiet fließen der Indian Brook und der Charles River. Waldgebiete, Felder, Marschland und Wasserflächen bieten Libellen, Schildkröten, Ottern und mehr als 150 verschiedenen Vogelarten einen Lebensraum, der auf insgesamt 9 mi (14,5 km) Wanderwegen erkundet werden kann. 0,25 mi (0,4 km) davon sind barrierefrei zugänglich. Am Fluss, der an einigen Stellen durch Wasserfälle unterbrochen wird, können Biberdämme und nistende Brautenten beobachtet werden. Ein Pferdestall aus dem Jahr 1911 dient als Besucherzentrum.